# Tây Phong, Khánh Dương
Tây Phong (chữ Hán phồn thể: 西峰區, chữ Hán giản thể: 西峰区, bính âm: Xīfēng Qū, âm Hán Việt: Tây Phong khu) là một quận thuộc địa cấp thị Khánh Dương, tỉnh Cam Túc, Cộng hòa Nhân dân Trung Hoa. Quận Tây Phong có diện tích 117 ki-lô-mét vuông, dân số 325.200 người. Đây là trung tâm văn hóa, chính trị và kinh tế của Khánh Dương. Quận này là nơi sinh sống của các dân tộc: Hán, Hồi, Mãn, Tạng, Choang...tổng cộng có 12 dân tộc. Năm 1985, Tây Phong được nâng cấp thành thành phố cấp huyện thuộc Khánh Dương. Năm 2002, Khánh Dương được nâng cấp và thành phố cấp huyện Tây Phong được chuyển thành quận. Về mặt hành chính, quận Tây phong được chia ra 2 nhai đạo biện sự xứ, tổng cộng có 117 thôn hành chính.